# 時間湯

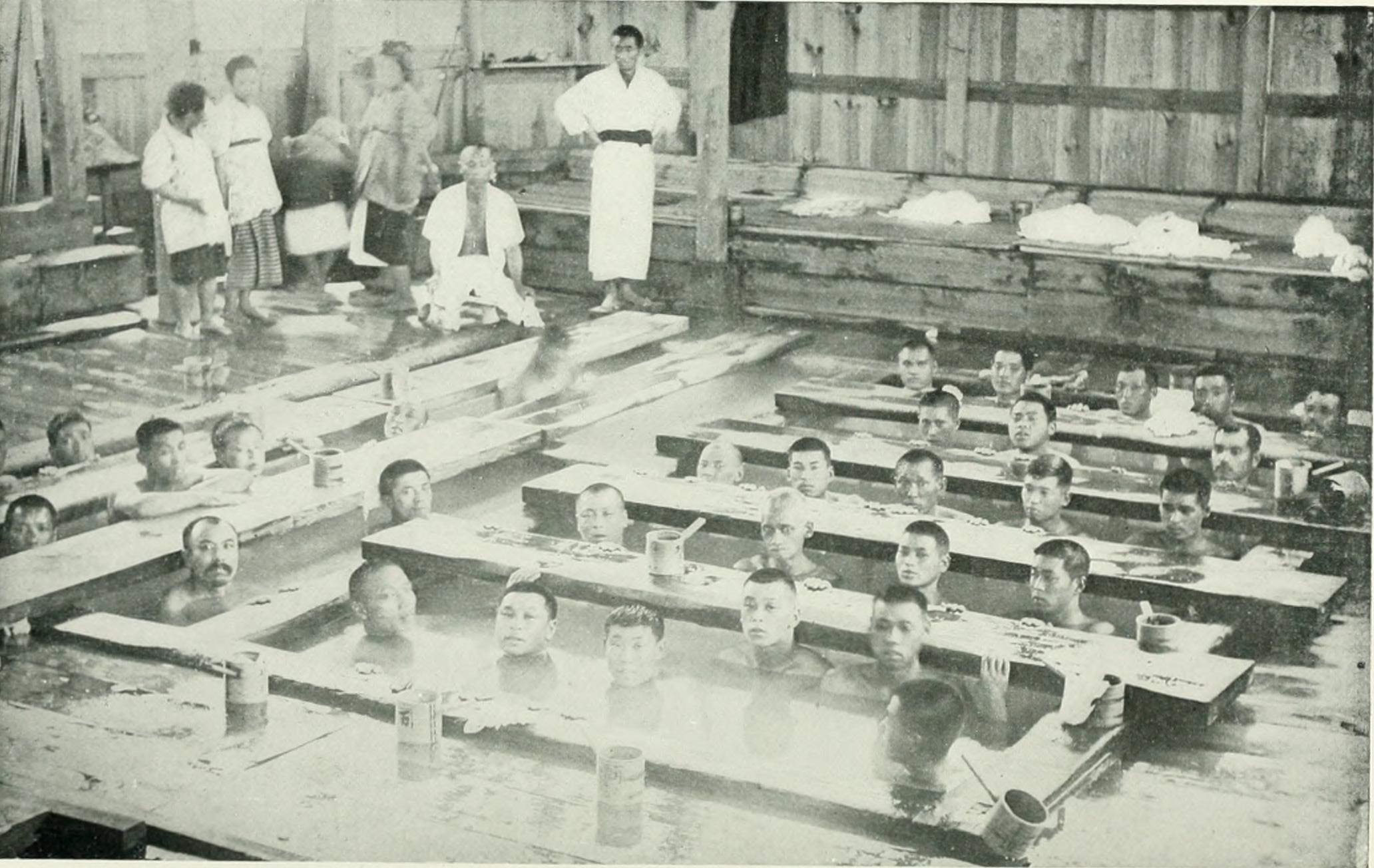
湯もみ、かぶり湯を済ませたのちに、一斉に入浴している様子。1909年

時間湯（じかんゆ）は群馬県吾妻郡草津町にある、江戸時代から明治頃にかけて始められた伝統的な湯治療法。草津独自の入浴方法である「湯もみ」「かけ湯」「入湯」という工程を経て、3分間、1日上限4回で繰り返し入浴するもの。なお、群馬県草津町では2021年（令和3年）10月1日の条例改正施行で「時間湯」の名称を廃止して「伝統湯」に変更することになり、改正後は町としては「時間湯」の名称を使わない方針である（後述）。

## 入浴手順
1. 神棚に参拝
2. 湯もみ
3. かぶり湯
4. 3分間入浴
5. 蒸しタオル
6. 休憩

### 湯もみ
- 湯もみは大板、長板、小板を用いて湯に差し込み、草津節、草津小唄などにあわせて湯をもむ。温度は48℃以下に下げ、成分を均一化し、肌に当たるあたりを整える。
- 湯もみで上がった湯気を肺に吸い込むことで、デトックス効果により血液を浄化する作用もある。また入浴前の準備運動も兼ねる。

### かぶり湯
- 10杯程度の足がけ10～20杯からはじまり、手ぬぐいを頭にかぶり頭頂部に湯を30杯かけることで頭部の血管を開くと同時に入湯時ののぼせや貧血になるのを防ぐ効果がある。湯の成分を取り入れるため上半身には湯を掛けない。下半身だけに湯をかけ清める。

### 3分間入浴
- 決められた時間ごとに掛け声を発する

1. 「したくが宜しければ　ソロソロ下がりましょう。
2. 揃って三分～。
3. 改正の二分～。（一分経過）
4. 限って一分～。（二分経過）
5. チックリ御辛抱～。（三十秒前）
6. 辛抱のしどころ～。（十五秒前）
7. さあ効きましたらソロソロ上がりましょう。」

入浴中は、背筋を伸ばし、目を軽く閉じて、腹式呼吸によって入る。そうすることで治癒力を高めるとされている。

### 蒸しタオル
- お湯から上がったら湯を拭き取らずそのまま更衣室に移動して、全身をタオルで包んで蒸して汗を出し切り、"浄化"・"排泄"を行う。

### 休憩
- 更衣室に戻り、汗が引くまでバスタオルを巻いて静かに座る。

## 湯長制度と時間湯

### 湯長制度
2019年まで草津温泉には入浴法を指導する「湯長」制度があり、湯長制度のもとでは最終的には千代の湯と地蔵の湯で時間湯が行われていた。

### 時間湯の教え

#### "治らぬ者の三知らず"
1.知らず
- 恩知らず、世話になった人に礼を忘れ、仇で返す人

2.知りたがり
- 相手の立場を考えず、要は欲求のまま知りたがる人

3.知ったかぶり
- 三日入湯で全てを知ったつもりの人
- 他人話を自慢気に語る人

#### 修行としての時間湯
禅
- 湯上りは、正座、又は結脚不座にて半眼で静かに蒸す。
- 人の話を黙して聞くも修行。

経
- 入湯前、後の祈り、湯神への感謝の心。
- 一入湯ごとに六魂を清める如く入るべし。

清浄
- 人の見ぬ所でこそ心を込めて掃除する。
- 一入湯ごとに六魂を清める如く入るべし。

## 歴史

### 時間湯の由来
時間湯は明治中期に越後国（新潟県）出身の野島小八郎が確立したといわれており、共同浴場の「熱の湯」から始まったものが他の共同浴場でも行われるようになった。光泉寺境内に「野島小八郎君之碑」が建立されている。

### 入湯者の傾向
1981年の調査によると年間の入湯者数は約160名。症状は皮膚疾患が最も多く、次に多い整形外科的疾患、神経疾患と合わせて70％を超える。年齢は50～70歳代が多いが、若年者から高齢者まで幅広く入湯していた。

### 「伝統湯」への変更
2021年（令和3年）10月1日に草津町で条例改正が施行され「時間湯」の名称を「伝統湯」に変更するとともに、これまで時間湯が行われてきた浴場を指定管理から町の直接管理に移し「伝統湯浴場」と称することになった。草津町の説明によると湯長廃止の議論の中で、町は「時間湯」の商標登録を目指していたが、町議会委員会で審議入りした数日後に町側よりも早く時間湯関係者が「時間湯」を商標登録しようとしていたことが明らかとなり「私物化」や「科学や法令に基づかない伝統への独善を断ち切る」ことを名称変更の理由としている。
2021年10月1日の条例改正により、「地蔵の湯」は「伝統湯地蔵」に名称を変更して時間湯を廃止するとともに貸切風呂に変更し、「千代の湯」は「伝統湯千代」に名称を変更して管理人が常駐して湯もみやかぶり湯といった伝統的な作法を利用者に手ほどきする施設に変更される。